# Teatro dei Differenti
Il Teatro dei Differenti è un teatro situato a Barga, in provincia di Lucca.
Poco sappiamo del primo teatro edificato, presumibilmente a pianta ovale con tre ordini di palchi, dall'Accademia dei Differenti costituitasi nel 1668 con lo scopo di incrementare la passione per il teatro come mezzo di svago e di elevazione culturale.
Dopo un secolo di vita questo spazio teatrale, risultando insufficiente agli accresciuti bisogni dei barghigiani, fu ristrutturato ampiamente (1792) per opera del capomastro lucchese Michele Lippi e del pittore Francesco Fontanesi, coadiuvato da Cesare Carnevali e Giuseppe Lucini. L'inaugurazione del teatro rinnovato fu celebrata nel 1795 con la rappresentazione del Matrimonio segreto di Domenico Cimarosa e dell'opera buffa Giannina e Bernardone dello stesso autore.
Pur non evidenziando all'esterno i caratteri delle architetture teatrali (la facciata è caratterizzata dalla lapide in marmo che ricorda la celebre orazione civile La Grande Proletaria si è mossa, qui tenuta da Giovanni Pascoli il 26 novembre 1911) ed essendo condizionato dalla forte pendenza del terreno su cui sorge, che spiega alcune anomalie nella sua articolazione planimetrica, il teatro presenta le caratteristiche tipiche del teatro all'italiana e costituisce un piccolo gioiello anche sotto il profilo dell'acustica.
Per tutto l'Ottocento e fino agli inizi del Novecento il teatro ha vissuto un'intensa attività. Dopo alcune alterne vicende, esso ha ripreso un ruolo importante nella vita culturale dell'intera vallata, a partire dal 1967 quando per iniziativa dei coniugi inglesi Peter Hunt e Gillian Armitage è diventato sede di Opera Barga, manifestazione estiva internazionale che ha reso famosa Barga a livello internazionale quale importante centro di produzione lirica e di formazione per giovani musicisti e cantanti lirici.
Intorno alla metà degli anni settanta si costituisce la Società Teatro dei Differenti che, spronata dalla famiglia Marcucci, porta sul palcoscenico una serie di rappresentazioni di prosa di grande successo. Dopo che nel 1982 il teatro è stato chiuso perché dichiarato inagibile per motivi di sicurezza, l'Amministrazione Comunale di Barga acquisì la proprietà del Teatro e nel 1985 ha intrapreso i lavori di ristrutturazione e di adeguamento normativo che inseriti nel Progetto Regionale FIO sono stati ultimati nel 1998 su progetto dell'architetto G. Caturegli e dell'ingegner M. Molteni.
Oggi il Teatro dei Differenti è in grado di continuare un'importante tradizione culturale che negli ultimi anni ha portato a interessanti stagioni di prosa e ha dato spazio a tutte le iniziative delle locali realtà artistiche, quali quelle della Scuola di musica (la prima a costituirsi in Toscana nel 1976).